# メイヴ・ビンキー
メイヴ・ビンキー（Anne Maeve Binchy Snell、1939年5月28日 - 2012年7月30日)は、アイルランドの小説家。
「モーヴ」「ビンチー」など、日本での名前の読みは一定していない。

## 略歴
ダブリン生まれ。ダブリン大学で歴史学の学士号をとり、女子高でフランス語、ラテン語、歴史を教える。のち「アイリッシュ・タイムズ」の記者をへて、作家になる。

## 日本語訳
- 『銀婚式』（モーヴ・ビンキー、安次嶺佳子訳、扶桑社） 1996.12
- 『サークル・オブ・フレンズ』（モーヴ・ビンキー、中俣真知子訳、扶桑社） 1996.4 - 映画『サークル・オブ・フレンズ』の原作
- 『グラスレイク』（モーヴ・ビンキー、吉澤康子訳、扶桑社） 1997.12
- 『祈りのキャンドル』（モーヴ・ビンキー、竹生淑子訳、扶桑社） 1997.5
- 『クリスマスの食卓』（メイヴ・ビンチー、ハーディング祥子訳、アーティストハウス） 1998.12
- 『イヴニング・クラス』（モーヴ・ビンキー、安次嶺佳子訳、扶桑社） 1998.4
- 『ライラック・バス』（メイヴ・ビンチー、ハーディング祥子訳、青山出版社） 1998.5
- 『タラ通りの大きな家』上・下（メイヴ・ビンチー、安次嶺佳子訳、扶桑社ロマンス） 2001.11
- 『幸せを運ぶ料理店』上・下（メイヴ・ビンチー、安次嶺佳子訳、扶桑社ロマンス） 2003.8